# Ваља Кришулуј (Бихор)
Ваља Кришулуј (рум. Valea Crișului) насеље је у Румунији у округу Бихор у општини Братка. Oпштина се налази на надморској висини од 443 m.

## Становништво
Према подацима из 2002. године у насељу је живело 530 становника.

### Попис2002.
| Расподела становништва по националности 2002.‍ | Расподела становништва по националности 2002.‍ | Расподела становништва по националности 2002.‍ | Расподела становништва по националности 2002.‍ | Расподела становништва по националности 2002.‍ |
| --------------------------------------------- | --------------------------------------------- | --------------------------------------------- | --------------------------------------------- | --------------------------------------------- |
|                                               |                                               |                                               |                                               |                                               |
| Румуни                                        | Румуни                                        |                                               | 514                                           | 97,0%                                         |
| Роми                                          | Роми                                          |                                               | 16                                            | 3,0%                                          |